# Undertaker Riddle
Undertaker Riddle (葬儀屋リドル, Sōgi-ya ridoru) est un shōnen manga de Higasa Akai, prépublié dans le magazine Gangan Online de mai 2009 à mars 2013 et publié par l'éditeur Square Enix en huit volumes reliés sortis entre février 2010 et avril 2013. La version française est éditée par Ki-oon en huit tomes sortis entre août 2012 et avril 2014.

## Personnages
Hayato Sakura
Personnage principal, ce jeune garçon peut voir et entendre les fantômes depuis sa naissance. Il rencontre Riddle le jour de son 17e anniversaire, où il se fait poursuivre trois fantômes. Celui-ci,lui propose d'être son assistant et de l'accompagné dans ces tâches funèbres qu'est le métier de fossoyeur. Refusant les avance de ce parfait inconnu, il s'enfuit et rencontre un autre fantôme, qui va la poignardé. Avant de mourir, il accepte le marché de Riddle et noue un pacte de fossoyeur avec lui. Devenu fossoyeur à son tour, il peut survivre et arrêter ce fantôme qui en avait pour son âme.
Son âme détient le pouvoir de la clé du crépuscule, ce qu'il forcera à le faire monter sur le trône des catacombes. Seulement il ne détient pas l'autre moitié de son âme que lui ont volé des esprits malins.
On apprendra que dans le volumes 8, c'était Riddle qui lui avait dérobé son âme.
Il est souvent pris pour une fille (notamment par Dante qui lui touchera la poitrine dans le volume 4). Il n'apprécie pas Brad, qu'il le surnomme "Le serpent à lunettes".
Riddle
Personnage intrigant d'une vingtaine d'années selon lui. Il semble attaché à un certain intérêt pour Hayato, qui, pour lui, aimerait avoir une relation qui dure pour l’éternité. Il déteste que l'on touche sur son petit protéger.
Au tome 8, on apprend qu'il déteste les catacombes et n'y travaille que pour ramener son ancien maître, Sigurd, disparu dans le l'âme d'Hayato. Il le trahira malgré tout pour venir en aide à Hayato. On apprend aussi que son vrai nom  est Lionel Aznavour et qu'il a vécu au 18e siècle lors de la révolution française où il s'est fait massacrer par le tiers-état, car c'était un noble.
Il a vu grandir Hayato depuis sa naissance et se punit de l'avoir trahit, même si cela était pour la bonne cause.

## Manga
Le manga est au départ publié en un one shot le 25 décembre 2008 dans le magazine Gangan Online, puis prépublié en série dans le même magazine entre mai 2009 et mars 2013. Il est publié par l'éditeur Square Enix en huit volumes reliés sortis entre février 2010 et avril 2013, et en France par Ki-oon en huit tomes sortis entre août 2012 et avril 2014.

### Liste des volumes
| no | Japonais         | Japonais          | Français         | Français          |
| no | Date de sortie   | ISBN              | Date de sortie   | ISBN              |
| -- | ---------------- | ----------------- | ---------------- | ----------------- |
| 1  | 22 février 2010  | 978-4-7575-2803-1 | 30 août 2012     | 978-2-35592-426-2 |
| 2  | 22 juin 2010     | 978-4-7575-2906-9 | 11 octobre 2012  | 978-2-35592-447-7 |
| 3  | 22 novembre 2010 | 978-4-7575-3062-1 | 13 décembre 2012 | 978-2-35592-474-3 |
| 4  | 22 avril 2011    | 978-4-7575-3201-4 | 28 février 2013  | 978-2-35592-499-6 |
| 5  | 22 novembre 2011 | 978-4-7575-3413-1 | 23 mai 2013      | 978-2-35592-532-0 |
| 6  | 22 mai 2012      | 978-4-7575-3595-4 | 29 août 2013     | 978-2-35592-569-6 |
| 7  | 22 novembre 2012 | 978-4-7575-3782-8 | 28 novembre 2013 | 978-2-35592-602-0 |
| 8  | 22 avril 2013    | 978-4-7575-3939-6 | 24 avril 2014    | 978-2-35592-666-2 |

## Distinctions
La série a reçu le Prix Mangawa du meilleur shōnen en 2013.

### Édition japonaise
Square Enix
1. 1 2  (ja) « Tome 1 »
2. 1 2  (ja) « Tome 2 »
3. 1 2  (ja) « Tome 3 »
4. 1 2  (ja) « Tome 4 »
5. 1 2  (ja) « Tome 5 »
6. 1 2  (ja) « Tome 6 »
7. 1 2  (ja) « Tome 7 »
8. 1 2  (ja) « Tome 8 »

### Édition française
Ki-oon
1. 1 2  « Tome 1 »
2. 1 2  « Tome 2 »
3. 1 2  « Tome 3 »
4. 1 2  « Tome 4 »
5. 1 2  « Tome 5 »
6. 1 2  « Tome 6 »
7. 1 2  « Tome 7 »
8. 1 2  « Tome 8 »